# Napoleon-Marsch
Napoleon-Marsch, op. 156, är en marsch av Johann Strauss den yngre. Den spelades första gången den 12 oktober 1854 i Schwenders Casino i Wien.

## Bakgrund
I juli 1853 invaderade ryska trupper Moldavien och Valakiet i ett försök att få dominans på Balkan och i området runt Bosporen. Osmanska riket, som vid denna tid innehade suveränitet över regionerna, förklarade krig mot Ryssland. Tsar Nikolaj I av Ryssland hade försökt vinna över Österrike att stödja hans politik och tsaren hade personligen rest till Olomouc (i nuvarande Tjeckien) för att be den unge kejsaren Frans Josef att ingripa på Rysslands sida. Generalerna var redo att gå med på tsarens önskan, men politikerna och kejsar Frans Josef - under påverkan av den åldrige furst Metternich - motsatte sig det hela eftersom Storbritannien och Frankrike var i allians emot Ryssland. En ambassadkonferens i Wien, där diplomater från Österrike, Preussen, Storbritannien och Frankrike deltog, slutade den 9 april 1854 med undertecknandet av ett protokoll för att garantera det osmanska territoriet. Ryssland, som hade varit Österrikes allierade i mer än ett sekel, skulle aldrig förlåta Österrike för att landet förblev neutralt i det kommande kriget.
De allierade landsteg på Krim den 14 september och sedan började belägringen av sjöfartsbasen i Sevastopol på Krim 14 dagar senare. Därmed började Krimkriget.

## Historia
Diplomaterna anslöt sig till de allierade och så gjorde även majoriteten av Wiens befolkning, inklusive den 28-årige Johann Strauss den yngre. Den 12 oktober anordnades en "Napoleon Festival" i Karl Schwanders casino och tidningen Morgen-Post kunde meddela att Strauss skulle dirigera sin orkester i det första framförandet av en specialkomponerad Napoleon-Fest-Marsch. Tre dagar senare skrev tidningen Wiener Neuigkeits-Blatt att marschen fick framföras tre gånger. Strauss tillägnade marschen till kejsar Napoleon III av Frankrike.
Strauss skulle senare komponera ytterligare en marsch som hade anknytning till händelserna: Alliance-Marsch (op. 158).

## Om marschen
Speltiden är ca 2 minuter och 34 sekunder plus minus några sekunder beroende på dirigentens musikaliska tolkning.

## Weblänkar
- Napoleon-Marsch i Naxos-utgåvan.